# Хорош, Михаил Павлович
Михаил Павлович Хорош (укр. Михайло Павлович Хорош ; 27 декабря 1904, с. Новосёловка (ныне Бахмутский район Донецкой области Украины) — 7 декабря 1993, Запорожье) — украинский советский актёр театра и кино. Заслуженный артист Украинской ССР. Народный артист Украинской ССР (1960).

## Биография
Выпускник Харьковского музыкально-драматического института (сейчас Харьковский национальный университет искусств имени И. П. Котляревского).
Дебютировал на театральной сцене в 1924 году. В 1935-1939 годах — актёр Одесского театра Революции.
В 1944-1952 годах — актёр Киевского украинского драматического театра им. И. Франко.
В 1954-1967 годах — актёр Запорожского украинского музыкально-драматического театра им. Н. Щорса (ныне Запорожский академический областной украинский музыкально-драматический театр имени В. Г. Магара).
Снимался в кино.

## Награды
- Народный артист Украинской ССР
- 1960 — Заслуженный артист Украинской ССР - За выдающуюся деятельность в области музыкально-театрального искусства и в связи Декадой украинской литературы искусства г. Москве (Указ Президиума Верховного Совета УССР № 578 от 24.11.1960).

## Избранная фильмография
- 1931 — Рождение героини — эпизод
- 1936 — Карл Бруннер — лейтенант полиции
- 1937 — Дочь партизана — Андрей Ящук
- 1960 — Кровь людская — не водица — старый Горицвит
- 1961 — Дмитро Горицвит — старый Горицвит
- 1962 — Исповедь — эпизод